# Conringia
Conringia es un género de plantas con flores de la familia Brassicaceae.  Estas hierbas son nativas de Eurasia, aunque una especie Conringia orientalis, se conoce en muchos continentes como una maleza común. Comprende 18 especies descritas y de estas, solo 6 aceptadas.

## Descripción
Son hierbas anuales, bienales, raramente glabras, glaucas, a veces con apariencia de color violeta claro, escasamente ramificados desde abajo, o simples. Hojas ovadas o elíptico-ovadas. Sépalos erectos, casi iguales. Pétalos obovados-oblongos, con garras, ápice obtuso. El fruto es una silicua lineal, a menudo alargada, con o sin pico, comprimido, plano, de 4 u 8  ángulos debido a las costillas en las válvas, dehiscente, bilocular;  semillas uniseriadas, oblongo-elipsoide, de color marrón, no aladas, finamente granuladas; cotiledones conduplicados.

## Taxonomía
El género fue descrito por Heist. ex Fabr. y publicado en Enumeratio Methodica Plantarum 160. 1759.
Etimología
Conringia: nombre genérico que fue nombrado en honor del filósofo alemán Hermann Conring.

## Especies aceptadas
A continuación se brinda un listado de las especies del género Conringia aceptadas hasta julio de 2014, ordenadas alfabéticamente. Para cada una se indica el nombre binomial seguido del autor, abreviado según las convenciones y usos.	
- Conringia austriaca
- Conringia clavata Boiss.
- Conringia grandiflora Boiss. & Heldr.
- Conringia orientalis
- Conringia persica
- Conringia planisiliqua